# Jō (jednostka miary)
Jō (jap. 丈) – tradycyjna japońska jednostka długości, równa ok. 3,03 m.  
1 jō = 10 shaku